# 지하교회
지하교회(地下敎會)는 여기에서는 중국의 가톨릭에서 정부의 인가를 받은 중국천주교애국회에 속하지 않는 미인가의 교회를 가리킨다. 중국 개신교의 인가되지 않은 교회는 일반적으로 가정교회(家庭敎會)로 불린다.
지하교회는 공산당이 중화인민공화국을 설립한 후 중국의 천주교도와 성좌와의 관계가 단절되었기 때문에 1950년대에 탄생했다. 지하교회와 나라의 인가를 받은 중국천주교애국회 사이에는 긴장이 이어지고 있다.
지하교회에 다니는 중국의 천주교도가 체포되어 재판 없이 구류되어 고문받는 것조차 드문 일이 아니다. 외국인은 자신들의 교회를 가지고 참가할 수 있지만 중국인은 참가할 수 없고, 또 지하교회에 관여하고 있는 것으로 판명된 경우에는 체포되어 국외 추방된다.

## 같이 보기
- 조선그리스도교련맹